# نظریه روابط ریاضی در قرآن
نظریه‌ روابط ریاضی در قرآن که اعجاز عددی قرآن نیز نامیده می‌شود، به وجود روابط ریاضی در قرآن می‌پردازد. برای اولین بار در سال ۱۹۸۴ عبدالرزاق نوفل از واژه «اعجاز»، برای تناسب اعداد در قرآن استفاده نمود و در کتاب «الاسلام دین و دنیا» چنین آورد که واژه دین و دنیا در قرآن به‌طور برابر استفاده شده‌اند؛ اما مطرح‌ترین پژوهش‌ها در این زمینه توسط رشاد خلیفه، شیمی‌دان مصری مقیم ایالات متحده انجام شد. وی با کمک رایانه، در طول چهار سال کلمات قرآن را بررسی کرد و اعلام کرد که ارتباط ویژه‌ای را یافته‌ است که با عدد ۱۹ ارتباط دارد؛ همچنین حروف مقطعه یکی از پایه‌های نظریه وی بودند. رشاد خلیفه پس از اعلام رسالت، توسط مسلمانان با ضرب چاقو به قتل رسید.
از جمله منتقدان این دیدگاه می‌توان به عباس یزدانی، منصور پهلوان و محمد نبی محمدی اشاره نمود. این گونه نظریه‌ها با دو مشکل مواجه هستند: اول آنکه هر فردی می‌تواند عددی دلخواه را معیار قرار داده و به تناسب‌هایی دست یابد و دوم اینکه صحت آمار بسیاری از محققان سؤال‌برانگیز است و تعمیم‌پذیر نیست.

## تاریخچه
از پیشینه این نوع برخورد با قرآن اطلاع چندانی در دست نیست، ولی از آنجا که سیوطی در کتاب الاتقان فی علوم القرآن به این موضوع پرداخته، می‌توان دریافت که این موضوع چندان غریب نبوده‌است. با این حال توجه جدی به این موضوع در دهه ۷۰ میلادی، با گفته‌های رشاد خلیفه آغاز شد. او اعلام کرد که نظمی را در قرآن کشف نموده که ویژگی خاص قرآن بوده و یکی از بزرگ‌ترین جنبه‌های اعجازی آن به‌شمار می‌رود.
کشف رابطه ریاضی در قرآن، موجب شد برخی از پژوهشگران مسلمان برای کشف اسرار و رموز بیشتری از قرآن، به آمارگیری از تعداد حروف و واژه‌های قرآن بپردازند. برخی از شاگردان یا پیروان رشاد، چون عبدالله آریک با چاپ کتاب‌هایی، نظریات او را در باب «عدد ۱۹» تکمیل نمودند. با این حال برخی دیگر از اندیشمندان اسلامی نیز به طرح نظریات جدید ریاضی و مستقل از رشاد پرداختند.

### تحریف قرآن
رشاد خلیفه در بسط نظریهٔ ریاضی، دو آیه پایانی سوره توبه از قرآن را که با نظریهٔ ریاضی هماهنگ نبود، تحریف شده دانست. او اعلام کرد که این دو آیه در ۷۱ جا تئوری کد ۱۹ را نقض می‌کند، و این آیه‌ها ۱۹ سال پس از مرگ محمد توسط کاتبان در مدح محمد افزوده‌شده و این امر طبق اسنادی مورد مخالفت شدید علی بن ابیطالب (یکی از کاتبان) واقع شده‌بود. همچنین در یکی از این آیات، محمد به صراحت «رحیم» (یکی از اسماء خداوند) خوانده شده‌است. خلیفه این دو آیه را جعلی نامید و آنان را از ویراست‌های جدیدتر ترجمهٔ قرآن حذف کرد.
او ۷۱ رابطهٔ ریاضی برای اثبات این یافت. بعدها دیگران روابط دیگری نیز ارائه نمودند.

### اعلام رسالت و جعلی بودن احادیث و سنت
رشاد خلیفه اعلام رسالت کرد و نام رشاد را در قرآن استخراج نمود. وی پس از بسط دادن نظریات ریاضی اعلام نمود «اسم رسول میثاق خدا در قرآن از طریق ریاضی به عنوان رشاد خلیفه کد شده‌است و این واقعاً بهترین روش معرفی رسول خدا به دنیا، در عصر کامپیوتر است» و پس از آن استدلال کرد «آشکار شدن معجزه قرآن به‌واسطهٔ رشاد خلیفه، از نشانه‌های مهم رسالت اوست». خلیفه همچنین سنت و حدیث که پس از قرآن منبع اصلی مسلمانان هستند را منابع جعلی نسبت داده شده به محمد و در تضاد با قرآن دانست و کشف واقعیت این متون و آموزه‌های جعلی را نیز از وظایف رسالت خویش دانست. این سبب شد که گفته‌های وی از سوی محافل مذهبی سنی و شیعه رد شده و نوشته‌های او ممنوع اعلام شود.

### قتل رشاد خلیفه
رشاد خلیفه پس از اعلام رسالت، به دست برخی از مسلمانان پاکستانی، با چاقو کشته شد.

### پس از رشاد خلیفه
پس از کشته شدن وی، گروهی از پیروان او به گسترش تحقیقات قرآنی به شیوهٔ او ادامه دادند. برخی از آن‌ها اصولگرا هستند و به نحوی ملاحظه کارانه سعی در بسط تحقیقات عددی قرآنی در چارچوب‌های محدود از قبل تعریف شده دارند و بعضی دیگر که رادیکال‌تر محسوب می‌شوند محدودیتی در تحقیقات خود نداشته و غالباً اعلام رسالت و پیش‌گویی (بیشتر در مورد زلزله‌های آتی) کرده‌اند. برخی نیز بدون ایراد ادعایی سعی در بسط گستردهٔ تحقیقات عددی و علمی قرآنی به این شیوهٔ جدید را دارند.

## تقریرهای مختلف این نظریه

### تناسب تعداد تکرار واژه‌ها
برخی نویسندگان از جمله عبدالرزاق نوفل، مدعی یافتن تعداد دفعات تکرار واژه‌هایی در قرآن به صورت ویژه شده‌اند. برخی از این واژه‌ها بدین شرح‌اند:
- کلمه «شهر» به معنای ماه به صورت مفرد ۱۲ مرتبه در قرآن به کار رفته‌است.[پانویس ۲]
- واژه «یوم» به معنای روز به صورت مفرد ۳۶۵ مرتبه در قرآن تکرار شده‌است.[پانویس ۳]

عبدالرحمان لومکس در نقدی بر نظریات ادیپ یوکسل و این که واژه «یوم» ۳۶۵ بار در قرآن آمده‌است، به کاربرد ۴۷۵ بار (تمام اَشکال) این واژه دست‌یافته‌است.
منتقدان در مقابل اشکالاتی بر این مسئله گرفته‌اند. از جمله اینکه مدافعین نظریه ریاضی در قرآن برای پوشاندن استثناءهای فراوان نظریه خود به توجیهات شگفت و غریب روی می‌آورند. یا اینکه آیات و واژه‌ها را به صورت گزینشی بررسی می‌کنند.

### نظریه رشاد خلیفه
در سال ۱۹۷۲ میلادی رشاد خلیفه مقاله‌ای منتشر کرد به‌نام «عدد ۱۹، معجزه عددی در قرآن» و پس از آن در کتاب خود نظریه خود را مبنی بر کشف یک رابطه ریاضی در تعداد سوره‌ها، آیه‌ها، واژه‌ها و حروف کتاب قرآن را رونمایی کرد. او انگیزه خود را اثبات اعجاز و غیر بشری بودن قرآن خواند تا بدین ترتیب اثبات کند قرآن همانند انجیل نوشته دست بشر نیست و انشای خداوند است.
وی اعلام نمود که با به‌کارگیری از رایانه ارتباط عددی ویژه‌ای را در متن قرآن یافته‌است که با عدد ۱۹ مذکور در سوره ۷۴ قرآن، یعنی مدثر ارتباط دارد. حروف مقطعه یکی دیگر از اساس نظریه اوست.
او در شروع کار خود تعداد حرف «ق» را در دو سوره‌ای که با این حرف از حروف مقطعه آغاز می‌شوند (سوره‌های «شوری» و «ق») را بررسی نمود که نتیجه بررسی او این بود که تعداد این حرف در هر دو سوره یکسان و ۵۷ بار تکرار شده‌است، یا به عبارتی مجموعاً ۱۱۴ بار در دو سوره که این عدد با تعداد سوره‌های قرآن برابر است. از طرفی برابر بودن مقدار ابجدی کلمه «مجید» (که صفت قرآن در همان ابتدای سوره «ق» است) با عدد ۵۷ و برابر بودن تعداد تکرار کلمه «قرآن» در کل سوره‌های قرآن با این عدد، عقیده او را به وجود یک رابطه ریاضی در قرآن تقویت نمود.
عبدالعلی بازرگان فرزند مهندس مهدی بازرگان با تأیید نظریه رشاد خلیفه چنین می‌گوید:
ملاحظات «رشاد خلیفه» محقق مصری، در کشف کد ریاضی قرآن حقایق غیرقابل انکاری را آشکار ساخت. مضرب مشترک بودن عدد ۱۹ در ۲۹ سوره‌ای که با حروف مقطعه آغاز می‌شوند، و صدها شاهد آماری برای اثبات این نکته و نکات ریاضی فراوانی که توسط او یا شاگردانش مطرح گردید (از جمله روابط بسیار حیرت‌آوری که اعداد ۷ و ۹ و ۴۰ و… در قرآن دارند) نشان داد که حتی یک کلمه را نمی‌توان در قرآن جابه‌جا کرد، چه آنکه خواسته باشیم اجتهاد اصحاب را در ترتیب فعلی قرآن دخیل بدانیم.

### نظریه مهدی بازرگان
مهدی بازرگان در کتاب خودش سیر تحول قرآن، مدعی کشف نوعی رابطه ریاضی بر اساس ترتیب نزول است. او باور دارد آیاتی که در ابتدا نازل شده‌است از کلمات و آیات کوچکتری تشکیل شده‌است و این سیر همین‌طور به صورت خطی افزایش می‌یابد و آیاتی که در سال‌های آخر نازل شده‌است دارای کلمات بزرگتر و آیات بزرگتری است. همچنین او باور دارد که در هر سال از مدت زمان نزول با اختلاف چند آیه، تعداد آیات مساوی نازل شده‌است.
در مقدمه کتاب «سیر تحول قرآن» بازرگان به نقل از علی شریعتی نوشته شده‌است:
من کشف ایشان را دربارهٔ قرآن درست، بی‌مبالغه، شبیه کار گالیله دربارهٔ منظومه شمسی و نیوتن دربارهٔ جاذبه و پاستور دربارهٔ بیماری... می‌دانم. آن‌ها کلید علمی وحی طبیعی را به دست آورده‌اند و ایشان کلید علمی وحی الهی را.

## نقد نظریه
برخی تصور می‌کنند فرضیه‌های اعجاز عددی قرآن عموماً با دو مشکل مواجه هستند: اول آنکه هر فردی می‌تواند عددی دلخواه را معیار قرار داده و به تناسب‌هایی دست یابد، مثلاً هفت یا چهل یا ده و… یعنی مبنای منطقی و روشنی برای اعداد پیدا شده وجود ندارد… و دوم اینکه صحت آمار بسیاری از محققان، سؤال‌برانگیز است و اشتباهات آماری عمدی یا سهوی دارند.

### نقدهای کلی
نقدها و نظرهای مختلفی از طیف‌های گوناگون بر نوشتار حاضر وارد شده‌است. از نقدهای کاملاً مذهبی، تا نقدهای کاملاً ریاضی. از فقها و مذهبیون گرفته تا بی‌خدایان. در اینجا برخی از نقدهای وارد شده را بررسی می‌کنیم. این نقدها هم به «شکل» بحث و هم «محتوا» ی آن وارد شده و به دو دسته کلی و موردی قابل تفکیک هستند.
برخی ناقدان با این استدلال که مسلمانان در متن قرآن هیچ‌گاه به کشف تناسب در ساختار لفظی دعوت نشده‌اند و اینکه محمد و امامان شیعه به موضوع تناسب عددی اشاره نکرده‌اند، تفحص و بررسی الفاظ قرآن از این منظر را قابل اعتنا نمی‌دانند.
برخی نیز گفته‌اند، حتی اگر موضوع روابط ریاضی در «بسم الله» برقرار باشد، دلیلی بر سرایت آن به کل قرآن وجود ندارد. عبارت «بسم الله الرحمن الرحیم»، بنا به قرآن پیش از قرآن وجود داشته و به استناد آیه ۳۰ سوره نملِ قرآن، سلیمان از این عبارت در نامه خود استفاده کرده‌است.

### نقدهای موردی
- نقد شمارش کلمات: عمده‌ترین نقدهای موردی، به محاسبات رشاد خلیفه و پیروانش در تعداد تکرار کلمات آیه بسم الله در قرآن وارد شده‌است. پیروان رشاد خلیفه مدعی‌اند کلمات اسم، الله، رحمن و رحیم در قرآن به ترتیب ۱۹، ۲۶۹۸، ۵۷ و ۱۱۴ مرتبه تکرار شده‌اند و همگی بر ۱۹ بخش‌پذیرند.
حال آنکه از این آمار، فقط ۵۷ صحیح است.
واژه «اسم» در قرآن ۲۲ مرتبه آمده‌است و اگر منظور ایشان «باسم» باشد ۷ مرتبه تکرار شده‌است.
برای آنکه آمار «الله» به نصاب مورد نظر برسد، لازم است «بالله»، «تالله»، «لله» و «فالله» شمارش شوند اما «اللهم» در شمار نیاید. .
واژه «رحیم» نیز ۱۱۵ مرتبه تکرار شده. رشاد خلیفه برای رفع این مشکل مدعی شده دو آیه آخر سوره توبه، که در وصف کسی جز خداوند (محمد) است و با «رئوف رحیم» ختم می‌شود، جعلی بوده و بعدها توسط یاران محمد به قرآن افزوده شده‌است. (مورد چهارم از جدول فوق*).
- نقد عبدالرحمن لومکس: عبدالله آریک پس از محاسبات مفصلی، تحلیلی ارائه کرده و مدعی شده که از نظر آماری، احتمال وقوع برخی از این محاسبات بسیار کم است. برای مثال وی احتمال وقوع بند پنجم از جدول فوق را یک به ۱۸۹۷۵۳ می‌داند. لومکس با محاسباتی این ادعا را رد کرده و نشان می‌دهد که احتمال وقوع این بند، یک به ۱۹ است.

#### نقد نظریه رشاد
از دید برخی، تاکنون هیچ‌گاه در احادیث از محمد یا امامان شیعه و سیره عملی آنان یا در تفاسیر قبلی قرآن، این کتاب را کتابی اسرارآمیز و معماگونه یا دارای اعجاز عددی وصف ننموده‌اند، بلکه آن را کتابی روشن و ساده و پر محتوا خوانده‌اند. همچنین در آثار متقدمین، هیچ‌یک از بزرگان و علمایی چون خواجه نصیر یا شیخ بهایی نیز مطالبی هرچند به صورت ضمنی و تلویحی در مورد تعداد حروف و کلمات قرآن و روابط ریاضی میان آنان نیامده بود. به‌نظر ایشان، رویه قرآن نیز بر همین اساس است، چراکه قرآن بعد از ذکر داستان اصحاب کهف، اظهار تاسف می‌کند که چرا مردم به‌جای آنکه به پیام این قصه توجه‌کنند، مشغول مطالب حاشیه‌ای می‌شوند و بر سر تعداد اصحاب کهف جدال می‌کنند. همین‌طور در مورد تعداد نگهبانان دوزخ، که استناد رشاد به همین آیه‌است، در قرآن آمده: «تعدادشان را نوزده نفر قرار دادیم»، و خود قرآن در آیه بعد می‌گوید، فقط به این منظور که چون و چرای کافران را برانگیزیم و نیز ایمان مؤمنان را تقویت کرده باشیم.

## نرم‌افزارها و ابزارهای کامپیوتری
از جمله ابزارهای کامپیوتری ارائه شده جهت استخراج روابط ریاضی از متون می‌توان به نرم‌افزار متن باز QuranCode و نرم‌افزار تحت وب  Rule Finder اشاره نمود.